# Heinrich Louis d'Arrest
Heinrich Louis d'Arrest (13 de juliol de 1822, Berlín 13 de juny de 1875, Copenhaguen) fou un astrònom prussià que treballà a Alemanya i Dinamarca. Descobrí diversos cometes, l'asteroide (76) Freya a més de 342 objectes del cel profund. Fou també codescubridor del planeta Neptú. Fou conegut per les seves investigacions sobre asteroides i cometes encara que també es dedicà a l'estudi dels cúmuls de galàxies.

## Biografia
Els avantpassats de D'Arrest eren hugonots francesos que en 1685, després de l'Edicte de Nantes van fugir a Alemanya.
D'Arrest estudià matemàtiques a la Universitat de Berlín. El 9 de juliol de 1844 descobrí de manera independent el segon cometa de Mauvais, dos dies després que fos observat per primera vegada a París. El 28 de desembre descobriria un altre cometa.
El 1845 es convertí en assistent del professor Johann Franz Encke a l'Observatori de Berlín. Al costat de Johann Gottfried Galle, el director de l'observatori, descobrí el 23 de setembre de 1846 el planeta Neptú. Galle i d'Arrest escrutaren una regió del cel que l'astrònom francès Urbain Le Verrier els havia indicat com a possible localització d'un planeta desconegut fins llavors i que podria explicar les pertorbacions observades a l'òrbita d'Urà.
En 1848 d'Arrest es traslladà a l'observatori de la Universitat de Leipzig a Pleißenburg. Allà començà la determinació sistemàtica de nebuloses. En 1850 és nomenat Doctor honoris causa de la Facultat de Filosofia de la universitat de Leipzig i en 1851 obté l'habilitacióque li permet impartir classes a la universitat. El 28 de juny de 1851 descobreix el cometa periòdic 6P/d'Arrest. Aquell mateix any publicà un tractat sobre el sistema de planetes menors. A la primavera de 1852 és nomenat catedràtic d'astronomia. D'Arrest inicià i portà endavant la construcció del nou observatori de Leipzig.
El 4 de novembre de 1851 es casà a Leipzig amb Auguste Emilie Möbius (Leipzig, 19 octubre 1822; † Copenhaguen, 28 de desembre de 1897), la filla de l'astrònom i matemàtic August Ferdinand Möbius, amb la qual tingué una filla (Doris Sophie, 5 març 1853) i un fill (Louis, 31 març 1855).
Al setembre de 1857, D'Arrest abanadonà Leipzig per treballar com a catedràtic d'astronomia a la Universitat de Copenhaguen. Amb el telescopi refractor d'11 polzades (27.5 cm) de l'observatori de Copenhaguen continuà l'observació de nebuloses i descobrí centenars de galàxies, cúmuls d'estrelles i nebuloses gasoses. Les seves observacions foren recopilades i publicades en 1867 a l'obra "Siderum Nebulosorum Observationes Havnienses". El 21 d'octubre de 1862 descobrí l'asteroide Freiadee 200 km de diàmetre.
Entre el 1861 i 1867 analitzà de manera sistemàtica el cúmul Coma. Uns 30 anys més tard Max Wolf complementaria l'exploració de Coma fent ús de fotografies preses a l'observatori de Heidelberg-Königstuhl.
D'Arrest patí una forta hipocondria en els seus últims anys de vida. Morí a l'edat de 52 anys d'una aturada cardíaca a Copenhaguen.
Pel seu treball va rebre nombrosos homenatges i condecoracions (en 1875 la Medalla d'Or de la Reial Societat Astronòmica). Va ser membre de les Acadèmies de les Ciències de Dinamarca, Suècia, Sant Petersburg i de Múnic, de la britànica Reial Societat Astronòmica i cavaller de la danesa "Danebrorgordens".
En el seu honor s'ha posat el seu nom a un cràter a la Lluna i un altre en Fobos així com l'asteroide (9133) d'Arrest.